# Marie Sebag
Marie Rachel Sebag (Parigi, 15 ottobre 1986) è una scacchista francese, Grande maestro.

## Biografia
Vinse nel 1998 il campionato europeo femminile Under-12, ripetendo il successo nella categoria Under-14 nel 1999 e under-16 nel 2002. Nel 2004 terminò al primo posto nel Campionato del mondo juniores femminile (Under-20) alla pari con Jolanta Zawadzka, ma quest'ultima vinse il match di spareggio.
Vinse nel 2000 e nel 2002 il campionato francese femminile.
Nel 2006 partecipò alla fase finale del campionato del mondo femminile, perdendo però nei quarti di finale contro la russa Svetlana Maatveeva.
Nel maggio del 2008, in seguito al buon risultato nel campionato europeo femminile, ottenne la norma definitiva di Grande Maestro assoluto.
Nella lista FIDE di aprile 2009 aveva 2527 punti Elo, ed era al nono posto nella graduatoria mondiale femminile.
Al torneo di Flessinga del 2007 vinse una partita contro l'ex-campione del mondo FIDE Rustam Qosimdjonov.
Nel 2012 ha partecipato a un reality show francese, Secret Story, abbandonando tuttavia lo show dopo pochi giorni.
Nel 2019 è giunta 2ª per spareggio tecnico nel Campionato europeo individuale femminile.